# Fredsfördrag

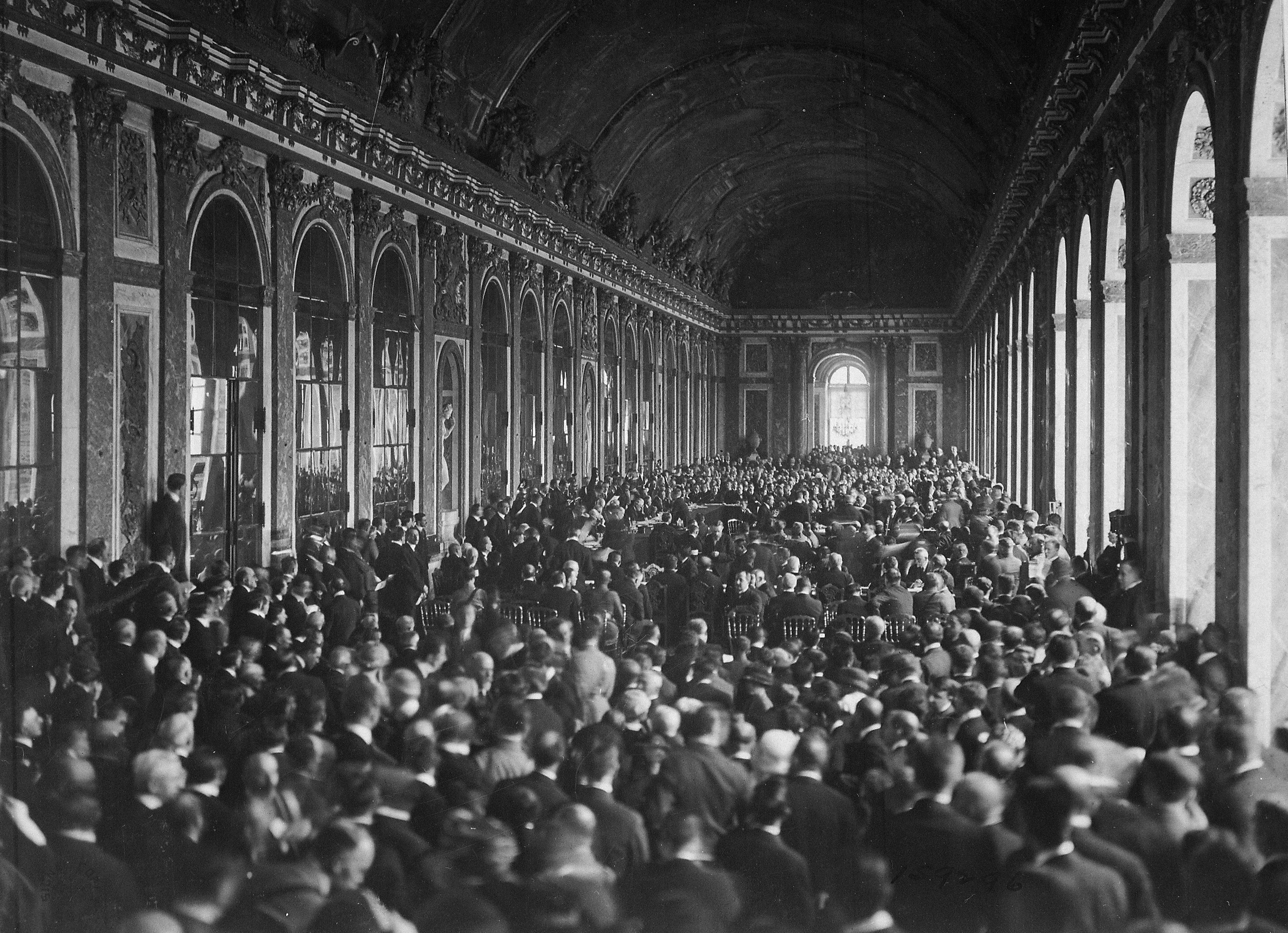
Versaillesfreden 1919.

Ett fredsfördrag (eller fredstraktat, fredsuppgörelse eller fredsavtal) är ett avtal mellan två eller flera länder som bekräftar att det från och med avtalets slutande föreligger fred mellan dem. Ett sådant avtal sluts för att formellt avsluta ett krigstillstånd och sluts normalt någon tid efter att det egentliga kriget har avslutats genom ett vapenstilleståndsavtal. Man skiljer på fredsfördrag och kapitulation, där segermakten avgör krigets avslutande. I fredsfördraget bestäms ofta hur gränser och krigsskadestånd skall regleras mellan länderna efter kriget. Fredsfördrag har även lett till utveckling av mänskliga rättigheter.

## Europa
Westfaliska freden var av betydelse då den innebar ett erkännande av den moderna nationalstaten. Vid freden i Utrecht accepterade stater varandra i Europa som en del av ett europeiskt system. Wienkongressen år 1815 efter Napoleonkrigen strävade man efter maktbalans mellan ett antal stormakter, Detta fortsatte vid Versaillesfreden år 1919, då främst mellan Frankrike och Tyskland.

## Kända fredsfördrag genom historien
- Parisfreden (1947)

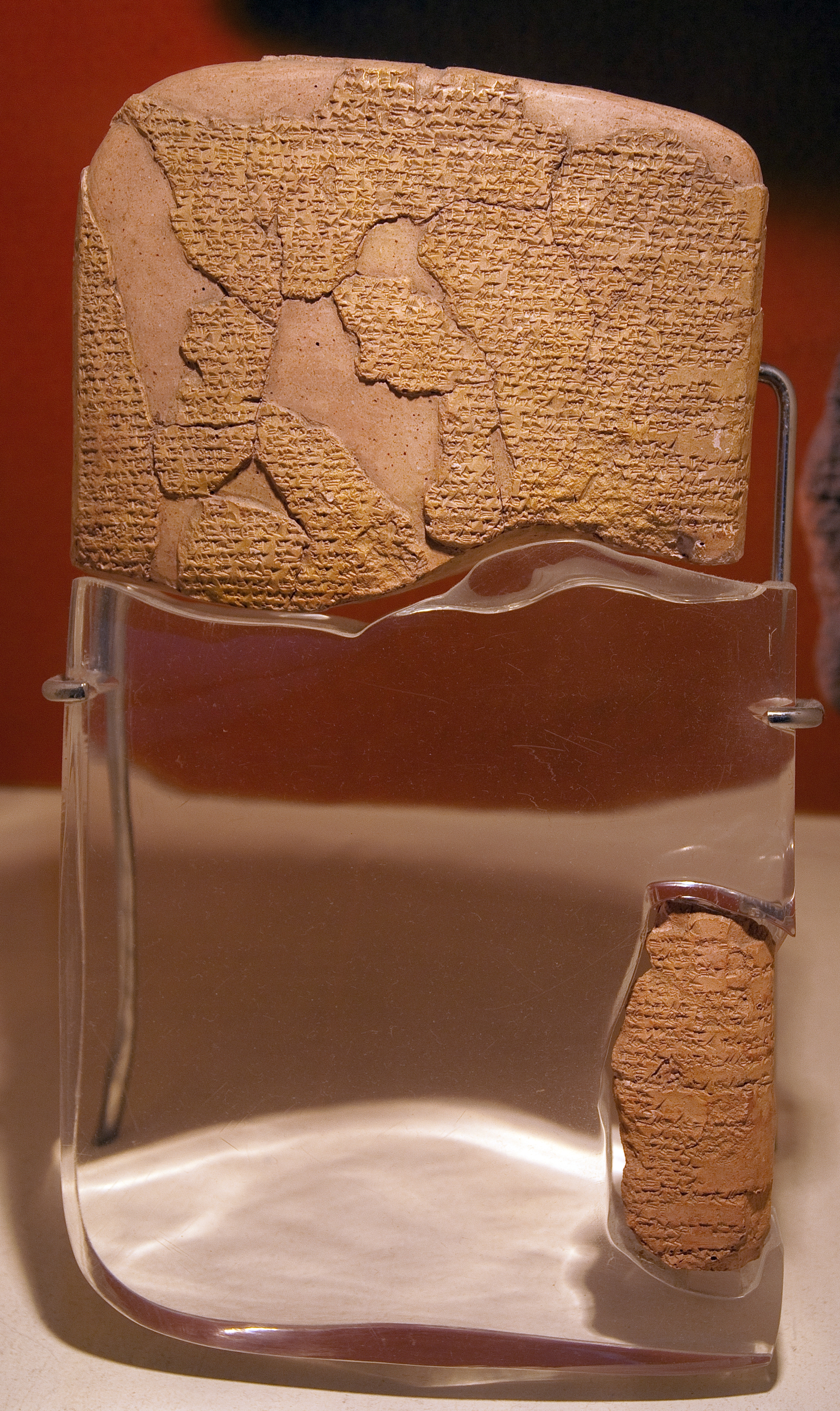
Fördraget i Kadesh, ett av världens äldsta bevarade fördrag, vid Istanbuls arkeologiska museer.

- Versaillesfreden 1919, avslutade: första världskriget, parter: Tyskland och ententen
- Freden i Saint-Germain 1919, avslutade: första världskriget, parter: Österrike och ententen
- Freden i Neuilly 1919, avslutade: första världskriget
- Freden i Trianon 1919, avslutade: första världskriget, parter: Ungern och ententen
- Freden i Brest-Litovsk 1918, avslutade: första världskriget på östfronten, parter: Ryssland och centralmakterna
- Westfaliska freden 1648, avslutade: trettioåriga kriget, parter: Sverige, Tysk-romerska riket, Frankrike m.fl.
- Nöteborgstraktaten avslutade: flera krig, parter: Sverige och Novgorod
- Freden i Campo Formio 1797, avslutade: första revolutionskriget, parter: Frankrike och Österrike
- Freden i Utrecht år 1713
- Freden i Breda 1667
- Freden vid Amiens